# بلير شابمان
بلير شابمان هو لاعب هوكي الجليد كندي، ولد في 13 يونيو 1956 في لويدمنستر في كندا.

## وصلات خارجية
- بلير شابمان على موقع دوري الهوكي الوطني (الإنجليزية)
- بلير شابمان على موقع EliteProspects.com (الإنجليزية)
- بلير شابمان على موقع HockeyDB.com (الإنجليزية)
- بلير شابمان على موقع Hockey-Reference.com (الإنجليزية)